# Isidoro di Chio
Isidoro di Chio (Alessandria d'Egitto, ... – Chio, 251) fu un marinaio di fede cristiana che avrebbe subito il martirio durante le persecuzioni dell'imperatore romano Decio.

## Agiografia
Questo sigillo di bronzo risalente al VI sec., conservato nel Walters Art Museum di Baltimora, era usato dai pellegrini diretti al pozzo miracoloso di Chio, rappresentato nella parte destra. Il santo è posto al centro, mentre sulla sinistra è raffigurata una barca, in riferimento sia ai marinai di cui Isidoro è protettore sia al viaggio dei pellegrini verso l'isola. La scritta, recita: ΙΣ ΧΡ / + Ο ΑΓΙΟΣ ΗΣΙΔΩΡΟΣ / ΔΕΧ ΕΥΛΟΓΙ Gesù Cristo. Sant'Isidoro. Ricevi una benedizione.
Della vita di sant'Isidoro esistono numerose versioni, con notizie agiografiche e non sempre concordanti.
Nato forse ad Alessandria d'Egitto e di religione cristiana, Isidoro fu chiamato alle armi nella Marina militare romana. Poco tempo dopo un editto dell'imperatore Decio stabilì che tutti i soldati dovevano adorare gli dei pagani, sotto pena di tortura e morte. Denunciato mentre si trovavano sull'isola greca di Chio nel mar Egeo, Isidoro proclamò senza esitare la sua fede davanti al tribunale. Torturato e decapitato, il suo corpo fu gettato in un pozzo.
Si narra che gli amici Sant'Ammone e Santa Mirope, che saranno entrambi martiri, abbiano poi rubato il corpo per seppellirlo. Mirope fu quindi sepolta accanto a Isidoro, e sulla loro tomba cominciarono ad essere testimoniate guarigioni miracolose. Vi fu quindi costruita una cappella e nel V secolo, grazie a San Marciano, una chiesa, che potrebbe essere la stessa di cui rimangono alcune parti in località Chora presso la città di Chio. Il culto di sant'Isidoro si diffuse in tutto il Mediterraneo e divenne protettore dei marinai.
Nel 1125 le sue reliquie furono traslate a Venezia dal doge Domenico Michiel e su iniziativa del chierico Cerbano Cerbani (la vicenda è narrata dettagliatamente nella Translatio mirifici martyris Isidori a Chio insula in civitatem Venetam di quest'ultimo). In seguito, nel 1627, la testa mancante di Sant'Isidoro che rimase a Chio, fu portata a Venezia da Pantaleo Risicari. Oggi si trovano in una cappella della basilica di San Marco.